# 宇佐見りん
宇佐見 りん（うさみ りん、1999年〈平成11年〉5月16日 - ）は、日本の小説家。静岡県沼津市生まれ、神奈川県育ち。大学卒。

## 経歴
2019年、「かか」で文藝賞を受賞してデビュー。2020年、同作を単行本化した『かか』で 第42回野間文芸新人賞候補、第33回三島由紀夫賞を最年少で受賞。
大学2年の時だった2021年に「推し、燃ゆ」で第164回芥川龍之介賞受賞。綿矢りさ、金原ひとみに次ぐ、史上3番目の若さでの受賞となった。また第18回本屋大賞候補、第7回沖縄書店大賞の小説部門大賞も受賞した。
2022年、『くるまの娘』で第44回野間文芸新人賞候補、第39回織田作之助賞候補。

## 著書

### 単行本
- 『かか』（2019年11月、河出書房新社、ISBN 978-4-309-02845-3 / 2022年4月、河出文庫、ISBN 978-4-309-41880-3） - イラスト:Little Thunder[14]
  - 「かか」（『文藝』2019年冬季号）
  - 「三十一日」（文庫版のみ、書き下ろし）
- 『推し、燃ゆ』（2020年9月、河出書房新社、ISBN 978-4-309-02916-0 / 2023年7月、河出文庫、978-4-309-41978-7） - イラスト:ダイスケリチャード[15]
  - 「推し、燃ゆ」（『文藝』2020年秋季号）
- 『くるまの娘』（2022年5月、河出書房新社）
  - 「くるまの娘」（『文藝』2022年春季号）

### 共著・アンソロジー
- 『パンデミック日記』（「新潮」編集部編、2021年6月、新潮社）
  - 初出:『新潮』2021年3月号「創る人52人の「2020コロナ禍」日記リレー」
- 『ベスト・エッセイ2021』（日本文藝家協会編、2021年8月、光村図書出版）
  - 「旅の病」 - 『すばる』2020年2月号
- 『ベスト・エッセイ2022』（日本文藝家協会編、2022年8月、光村図書出版）
  - 「犬の建前」 - 『文學界』2021年3月号
- 『私の身体を生きる』（西加奈子ほか、2024年5月、文藝春秋）
  - 「トイレとハムレット」 - 『文學界』2023年10月号

### 単行本未収録作品

#### エッセイ
- 「顔パックの悲しみ」[16] - 『群像』2020年10月号
- 「読書日録」 - 『すばる』2021年4月号 - 2021年6月号
- 「熊野紀行 動物としての皮膚呼吸」 - 『文藝』2022年夏季号
- 「もうひとつの世界」 - 『新潮』2023年1月号
- 「年女と年男の読書日記」 - 『小説新潮』2023年1月号
- 「坂本さんへ、12人からの手紙 なにものかへの回帰」 - 『芸術新潮』2023年5月号
- 「地べたと天のあいだに」 - 『ユリイカ』2023年11月号
- 「あの日のABC」 - 『文藝』2024年夏季号

#### 対談
- 「受賞記念対談 村田沙耶香×宇佐見りん 進化する〝母と娘〞の物語」[1] - 『文藝』2019年冬季号
- 「第56回文藝賞受賞作『かか』『改良』単行本発売記念対談 宇佐見りん×遠野遥 受賞のとき何してた？ デビューとは？ ともに20代の受賞者ふたりによる、本音炸裂トーク！」[17]
- 「加藤シゲアキ『オルタネート』刊行記念対談 加藤シゲアキ×宇佐見りん 結局、描きたいのは「人間」でした。」[18] - 『波』2021年1月号
- 「宇佐見りん×遠野遥 文藝賞受賞して、その後どうよ？」[19] - 『文藝』2021年春季号
- 「作家は「小説の奴隷」になれるか…宇佐見りん・村田沙耶香、芥川賞受賞対談」[20] - 『読売新聞』2021年2月2日
- 「対談 小説は全てを受け入れる 金原ひとみ＋宇佐見りん」 - 『新潮』2021年8月号
- 「対談 小説の始まりはどこ？ 朝吹真理子 宇佐見りん」[21] - 『新潮』2021年9月号
- 「中上紀×宇佐見りん 響き合う「こもり」の文学」 - 『文藝』2022年夏季号
- 「芥川賞と私たち 高瀬隼子×李琴峰×宇佐見りん」 - 『文藝春秋』2023年4月号
- 「田中慎弥×宇佐見りん 足搔きながら言葉を紡ぐ」[22] - 『すばる』2023年9月号
- 「特別対談 山田詠美×宇佐見りん 人間のややこしい部分をこそ、言葉に」 - 『文藝』2023年冬季号

## メディア出演
- 王様のブランチ
- Live News イット!（2021年1月29日、フジテレビ）
- news zero（2021年2月10日、日本テレビ）
- NHKニュースおはよう日本（2021年2月20日 / 2022年6月22日、NHK）
- タイプライターズ〜物書きの世界〜（2021年2月27日、フジテレビ）
- 世界一受けたい授業（2021年3月27日、日本テレビ）
- SWITCHインタビュー 達人達「吉田都×宇佐見りん」（2021年6月19日、NHK Eテレ）[23]